# Exe (fleuve)
Pour les articles homonymes, voir Exe.
L’Exe est un fleuve anglais.

## Géographie
Son origine se trouve à l'Exmoor, dans le nord du comté de Devon. Le fleuve coule d'une direction sud vers la Manche. Certaines villes et villages prennent leur nom de ce fleuve, dont Exeter, Exmouth, Exwick, Exminster, Exford, Up Exe, Nether Exe, Exton, et Exebridge (en).